# جورج شابمان
جورج شابمان (بالإنجليزية: George Chapman)‏ (8 أكتوبر 1920 في المملكة المتحدة - 1 أبريل 1998 بإنجلترا في المملكة المتحدة) هو لاعب كرة قدم بريطاني (وحمل سابقاً جنسية المملكة المتحدة لبريطانيا العظمى وأيرلندا) في مركز مهاجم داخلي. لعب مع برايتون أند هوف ألبيون وتونبريدج أنغلز ووست بروميتش ألبيون.